# Jorge Cori Tello
Jorge Moisés Cori Tello (Lima, 2 luglio 1995) è uno scacchista peruviano, Grande maestro.
Partecipa a tornei di scacchi dall'età di sette anni (2002). Ha rappresentato il Perù in numerosi tornei panamericani e campionati del mondo giovanili, ottenendo il maggiore successo con la vittoria nel campionato mondiale under-14 del 2009 ad Antalya.
Ha ottenuto la terza e definitiva norma di Grande Maestro all'età di 14 anni e due mesi (il titolo gli è stato riconosciuto ufficialmente nel Congresso FIDE di Sofia in aprile 2010).
Anche sua sorella Deysi (nata esattamente due anni prima di lui) è una forte scacchista, col titolo di Grande Maestro Femminile.
Ha vinto anche i campionati panamericani under-10 (2005), under-12 (2006), under 14 (2008) e under-18 (2009). Nel 2009 ha vinto, alla pari con Federico Perez Ponsa, il Memorial Duchamp di Buenos Aires.
Ha raggiunto il più alto rating FIDE nell'ottobre 2016, con 2645 punti Elo, numero 2 nel suo paese dietro Julio Granda Zúñiga .
Nel settembre 2016 vince la Medaglia di bronzo individuale alle Olimpiadi scacchistiche con la squadra del Perù; ha giocato in seconda scacchiera e ottenuto 8 punti .
In ottobre 2018 vince la medaglia d'oro individuale alle Olimpiadi di Batumi in terza scacchiera con 7,5 punti su 8. Nello stesso mese vince la Spice Cup superando Illja Nyžnyk nella finale partita Armageddon.